# Mackensen (Adelsgeschlecht)

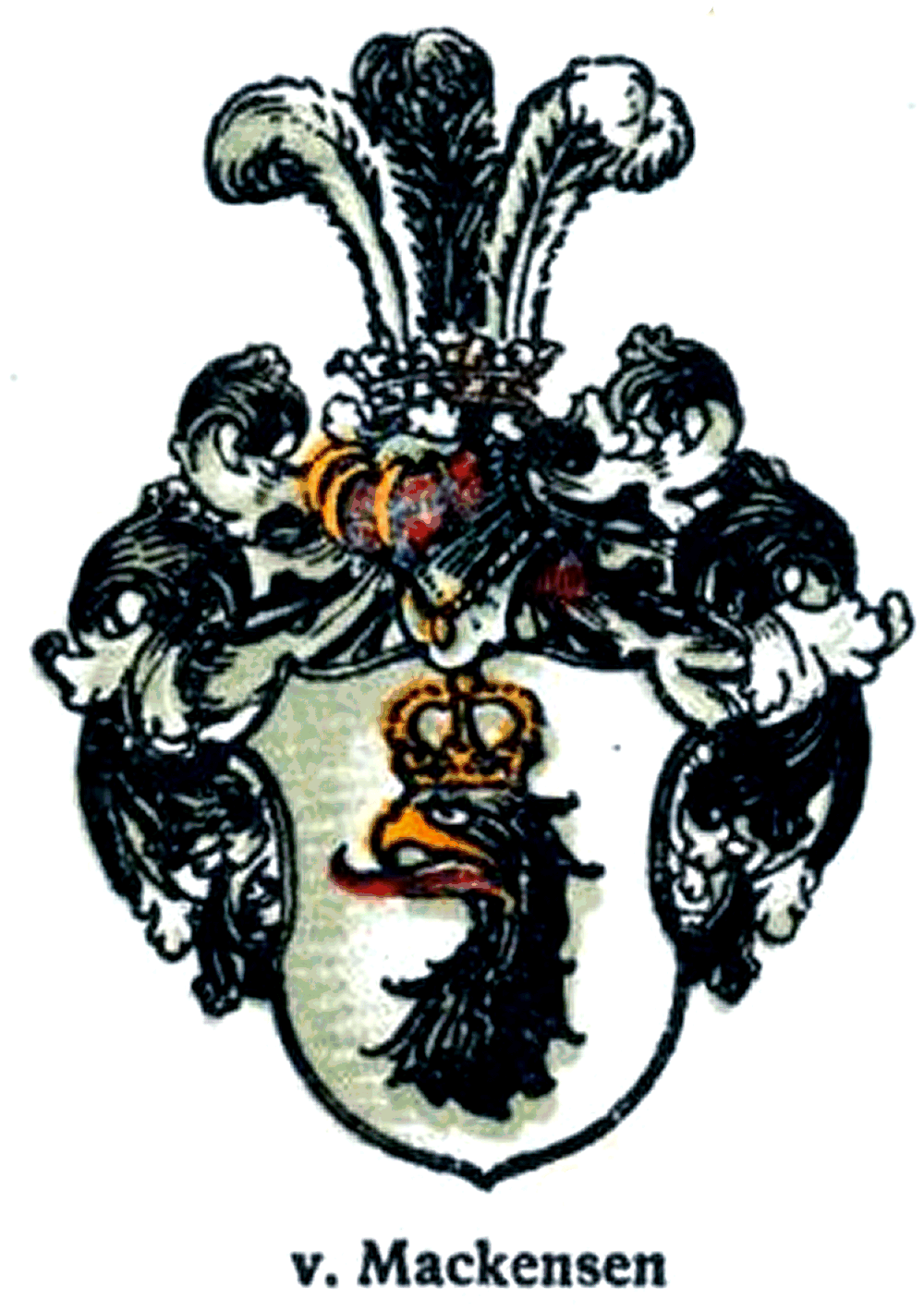
Wappen derer von Mackensen

von Mackensen und Mackensen von Astfeld sind die Namen eines deutschen Adelsgeschlechtes in zwei Linien mit gemeinsamer Herkunft aber unterschiedlichen Wappen. 

## Geschichte

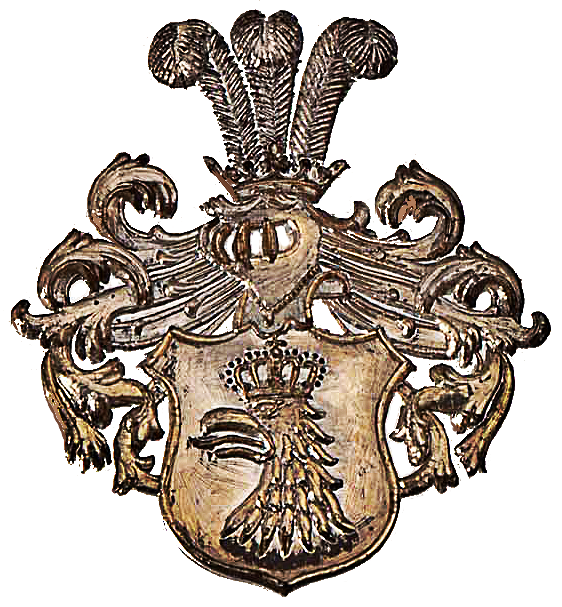
Wappen derer von Mackensen

Das Geschlecht wird erstmals mit Albrecht von Makkonhusen (geb. 1183) genannt und stammt aus dem Solling, wo es auch den Ort Mackensen gibt. Reste einer Burg gehen wohl auf diese Familie zurück. Aus dem 15. Jahrhundert liegen keine Urkunden vor, die die vermutete agnatische Verbindung zu diesem Albrecht herstellen.
Das Geschlecht Mackensen erscheint erst 1577 urkundlich mit Lorentz Mackensen (* um 1495, † nach 1577) in Badenhausen bei Einbeck. Stammvater der heutigen Linien Mackensen von Astfeld und von Mackensen ist Ludwig Mackensen (* 1788, † 1882). Die Linie Mackensen von Astfeld geht auf seinen Sohn Carl Mackensen 1813–1902 auf Astfeld im Kreis Goslar zurück, der am 7. Mai 1888 den Braunschweigischen Adelsstand erhielt. Ludwigs Enkel – der königlich preußische Oberst und Flügeladjutant und spätere Generalfeldmarschall August Mackensen – erhielt am 27. Januar 1899 den preußischen Adel. 

## Wappen
- Mackensen: In Silber ein goldenbewehrter, rotgezungter mit einer offenen Königskrone bekrönter Kopf und Hals eines schwarzen Adlers. Auf dem gekrönten Helm mit schwarz-silbernen Decken drei Straußenfedern (silber-schwarz-silber).
- Mackensen-Astfeld: Gespalten, vorn in Blau drei quer übereinander liegende silberne Knorrenäste, hinten in Silber auf freiem braunen Boden ein wilder Mann. Auf den Helm mit blau-silbernen Decken zwei silbern-blaue Straußenfedern.

## Namensträger
Liste bekannter Namensträger beider Familien.

### Mackensen
- August von Mackensen (1849–1945), deutscher Generalfeldmarschall
- Eberhard von Mackensen (1889–1969), deutscher General
- Hans Georg von Mackensen (1883–1947), deutscher Staatssekretär und Botschafter in Italien

### Mackensen von Astfeld
- Carl Mackensen von Astfeld (1813–1902), schaumburg-lippischer Generalpräfekt
- Ferdinand Mackensen von Astfeld (1883–1977), deutscher Verwaltungsbeamter, Vizepräsident des Oberpräsidiums der Provinz Pommern
- Georg Mackensen von Astfeld (1882–1964), deutscher Offizier, zuletzt Generalleutnant der Luftwaffe
- Stephanie Mackensen von Astfeld, geborene von Renvers (1894–1985), Aktivistin der Bekennenden Kirche